# Juano Hernández
Juano Hernández (San Juan, Puerto Rico, 19 de julio de 1896 - Puerto Rico, 17 de julio de 1970) fue un cantante y compositor puertorriqueño de teatro, radio y cine que es considerado uno de los actores afroamericanos pioneros en la radio estadounidense y el cine de Hollywood.

## Primeros años
Nació en San Juan, Puerto Rico, con el nombre Juan G. Hernández de padre puertorriqueño (José Guillermo Hernández) y madre brasileña (Clara Chaves). Tras la muerte de su madre, su padre se lo lleva a Brasil. Sin educación formal, trabajó como marinero y fue contratado por un circo. Hizo su primera aparición como acróbata en Río de Janeiro en 1922. Después se trasladó a vivir en el Caribe. A los 16 años llega a Nueva Orleans. Fue boxeador y peleó bajo el seudónimo de Kid Curley.

## Vaudeville, teatro y radio
En la ciudad de Nueva York, trabajó en vaudeville y minstrel shows. Debutó en Broadway en el coro del musical Showboat (estrenado a fines de 1927) y apareció en los escenarios de Broadway con elencos afroamericanos en obras de corta duración: Fast and Furious (Rápido y furioso, 1931) y Savage Rhythm (Ritmo salvaje, 1931). Durante su tiempo libre mejoró su vocabulario y escritura estudiando a Shakespeare y así logró conseguir trabajo en la radio.  
Se dio a conocer en radio al protagonizar la serie John Henry (1933). También participó en las series Las aventuras de Jungle Jim, Mandrake el mago (con Raymond Edward Johnson y Jessica Tandy) y Tennessee Jed, entre otras. En 1948 interpretó a Booker T. Washington en un episodio de la serie The Cavalcade of America. 
Actuó en otros shows de Broadway de corta duración, incluyendo: Sailor Beware! (¡Cuidado marinero!, 1935), Sweet River (Dulce río, 1936), Brown Sugar (Azúcar morena, 1937), Swingin' The Dream (1939), Strange Fruit (Fruta extraña, 1945) y Set My People Free (Liberen a mi gente, 1948).

## Carrera en el cine
Juano Hernández fue un extra (como soldado revolucionario) en la película muda The Life of General Villa (La vida del general Villa, 1914). Sus primeras películas habladas fueron producciones de Oscar Micheaux, quien hizo filmes mayormente para audiencias de raza negra. Interpretó pequeños papeles, debutando en The Girl from Chicago (La chica de Chicago, Micheaux, 1932) como Gómez, un matón cubano. 
En 1949 filmó su primera película para un estudio de Hollywood. Basada en una novela de William Faulkner, Intruder in the Dust (El intruso en el polvo / Han matado a un hombre blanco, de Clarence Brown, 1950) cuenta la historia de Lucas Beauchamp (Hernández), un granjero pobre en la ciudad de Mississippi acusado falsamente de asesinar a un hombre de raza blanca. Por la película fue nominado a un Globo de Oro en la categoría "Nueva estrella del año."  Aunque no tuvo mucho éxito en taquilla, el filme fue elogiado como uno de los mejores del año por el New York Times. Faulkner dijo sobre la película: «No soy aficionado al cine, pero sí vi esa película. Pensé que era un trabajo muy bien hecho. Y Juano Hernández es un buen actor y hombre, también». Para el historiador Donald Bogle, Intruder in the Dust rompió esquemas con su representación del protagonista afroamericanos y la «interpretación de Hernández y su extraordinaria presencia siguen estando arriba de casi cualquier otro actor de raza negra que haya aparecido en una película americana».
Tras Intruder in the Dust, Hernández filmó tres películas en Hollywood, una tras otra. En la siguiente, Stars in My Crown (Estrellas en mi corona,de Jacques Tourneur, 1950), protagonizada por Joel McCrea, Hernández actuó como un esclavo liberado que rechaza vender su tierra y se enfrenta a un grupo de encapuchados que buscan lincharlo. Le siguió Young Man with a Horn (Hombre joven con trompeta / Música en el alma, de Michael Curtiz, 1950), donde Hernández fue un trompetista que le sirve de mentor y figura paterna al protagonista (Kirk Douglas). The New York Times se refirió a su actuación como el mejor amigo de John Garfield en el noir The Breaking Point (Curtiz, 1950) como «verdaderamente magnífica». 
Juano Hernández interrumpió su carrera cinematográfica al aceptar un puesto como profesor en la Universidad de Puerto Rico, institución que le otorgó un doctorado honoris causa en 1950. El actor regresó a Hollywood para un pequeño papel en el noir Kiss Me Deadly (El beso mortal, de Robert Aldrich, 1955) y recibió críticas favorables por su actuación en el drama anticomunista Trial (Juicio / La furia de los justos, de Mark Robson, 1955), con Glenn Ford y Katy Jurado, en la que interpretó a un juez afroamericano. Luego tuvo papeles destacados en películas como Something of Value (Sangre sobre la tierra, de Richard Brooks, 1957), con Rock Hudson y Sidney Poitier, y The Pawnbroker (El prestamista, de Sidney Lumet, 1965), con Rod Steiger. En sus últimos años apareció en las películas The Reivers (Los rateros, de Mark Rydell, 1969), otra adaptación de William Faulkner con Steve McQueen, y They Call Me Mister Tibbs! (¡Ahora me llaman Señor Tibbs!, de Gordon Douglas, 1970), nuevamente con Sidney Poitier.

## Televisión
Durante los 1950s y 60, Juano Hernández actuó en docenas de programas de televisión en Estados Unidos, destacando su participación en las series Studio One ("The Goodwill Ambassadors", 1957), Alfred Hitchcock Presents ("An Ocurrence at Owl Creek Bridge", 1959) y Route 66 ("Goodnight, Sweet Blues", 1961, junto a Ethel Waters), así como en la película Black Monday (Lunes negro, 1965), sobre la integración racial en las escuelas.

## Últimos años
En Puerto Rico, Hernández escribió junto con Julio Torregrosa el guion para una película basada en la vida de Sixto Escobar, el primer campeón de boxeo de Puerto Rico. Incapaz de recaudar fondos en Puerto Rico, Hernández decidió traducir el guion al inglés, lo envió a varias productoras de Hollywood y casi lo vende al momento de su muerte. Falleció en San Juan el 17 de julio de 1970, causa de una hemorragia cerebral y fue sepultado en el Cementerio Buxeda, Trujillo Alto, Puerto Rico.

## Filmografía
- The Life of General Villa (1914) ... Soldado revolucionario
- The Girl from Chicago (1932) .... Gómez
- Harlem is Heaven (1932) (no acreditado) .... Cop
- Lying Lips (1939) .... Reverendo Bryson
- The Notorious Elinor Lee (1940) ... John Arthur
- Intruder in the Dust (1949) .... Lucas Beauchamp
- Young Man with a Horn (1950) .... Art Hazzard
- The Breaking Point (1950) .... Wesley Park
- Stars in My Crown (1950) .... Uncle Famous Prill
- Trial (1955) .... Juez Theodore Motley
- Kiss Me Deadly (1955) .... Eddie Yeager
- Ransom! (1956) .... Jesse Chapman, conocido también como Tío Jesse
- Something of Value (1957) .... Njogu, Oath Giver
- Machete (1958) .... Bernardo
- St. Louis Blues (1958) .... Reverendo Charles Handy
- The Mark of the Hawk (1958) .... Amugu
- Sergeant Rutledge (1960) .... Sargento Matthew Luke Skimore
- Westinghouse Presents: The Dispossessed (1961) (TV) .... Standing Bear
- Two Loves (1961) .... Rauhuia
- The Sins of Rachel Cade (1961) .... Kalanumu
- Hemingway's Adventures of a Young Man (1962) .... Bugs
- The Pawnbroker (1964) .... Mr. Smith
- The Extraordinary Seaman (1969) .... Ali Shar
- Los rateros (The Reivers), de Mark Rydell (1969)
- They Call Me Mister Tibbs! (1970) .... Mealie Williamson